# Loznica
Loznica (serbisch-kyrillisch Лозница) ist eine Stadt und Gemeinde im Bezirk Mačva im Westen von Serbien. Nach Berechnungen des serbischen Amts für Statistik hatte die Gemeinde zum Zeitpunkt der Volkszählung 2022 72.062 Einwohner auf einer Fläche von 612 Quadratkilometern. Die Stadt selbst hatte bei der Volkszählung im Jahr 2022 19.315 Einwohner.

## Geografie

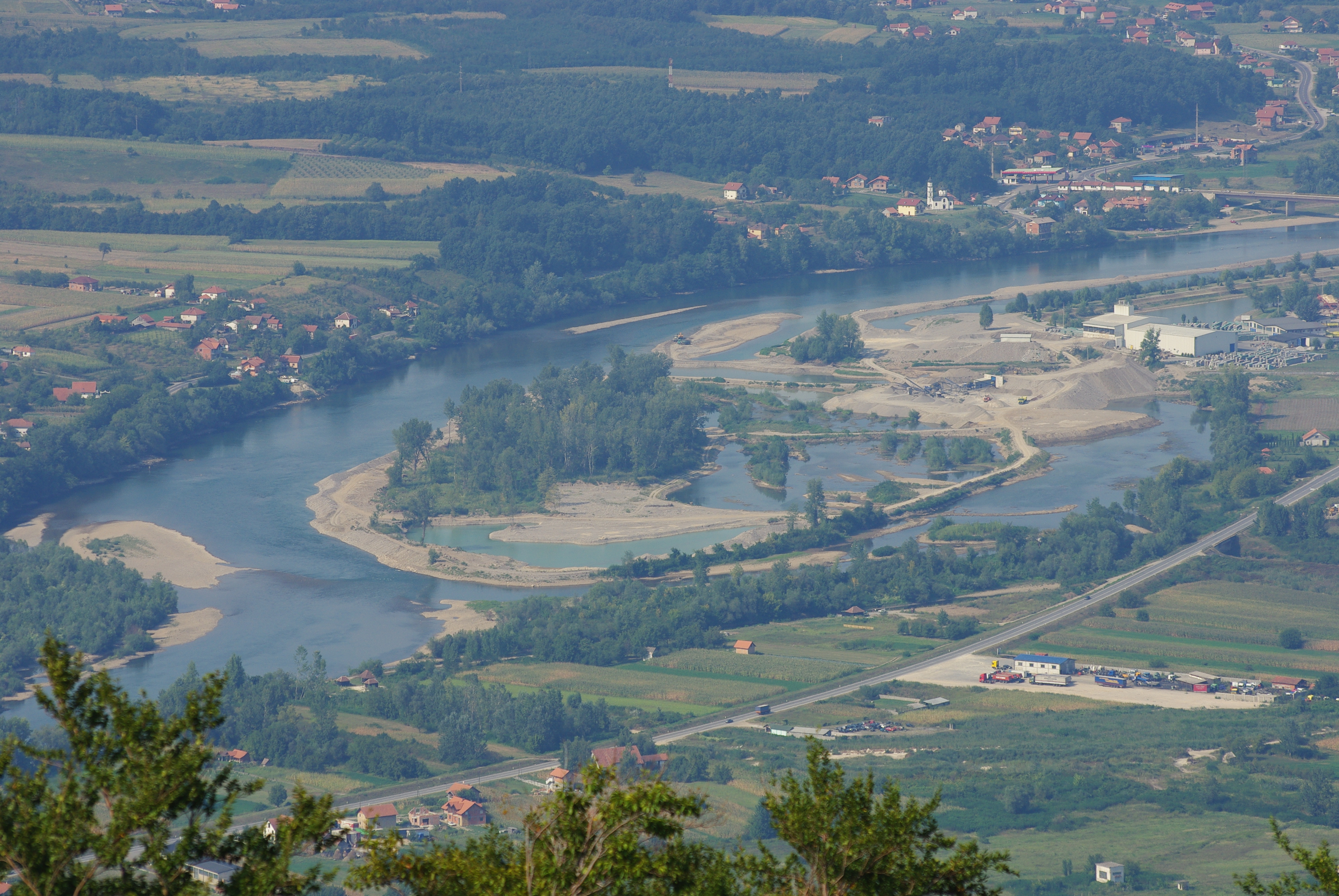
Drina

Die Gemeinde Loznica liegt am östlichen Ufer des Flusses Drina an dessen Übergang vom Mittelgebirgsfluss in die durch die Save gebildete Tiefebene. Die Stadt Loznica liegt am Flüsschen Štira auf einer Höhe von 142 Metern über dem Meeresspiegel etwa vier Kilometer östlich der Drina. Die höchste Erhebung auf dem Gemeindegebiet ist der Berg Gučevo, der eine Höhe von 770 Metern erreicht.
Die Drina bildet bei Loznica die Grenze zu Bosnien und Herzegowina, wohin es auch einen Grenzübergang gibt.

## Gemeindegliederung
In der Gemeinde Loznica gibt es neben der Stadt selbst 54 Siedlungen/Ortsteile. Die Orte Klupci, Krajičnici und Lozničko Polje können dabei als unmittelbare Vororte der Stadt angesehen werden; mit ihnen erreicht die Stadtbevölkerung etwa 37.000 Einwohner. Auf dem Gemeindegebiet liegt außerdem der etwa sieben Kilometer südwestlich von Loznica gelegene Kurort Banja Koviljača. Von historischer Bedeutung ist auch der Ort Tršić, in dem 1787 der Philologe und Reformator der serbischen Schriftsprache Vuk Stefanović Karadžić geboren wurde. Die Anfangsbuchstaben der von ihm entwickelten Variante des serbisch-kyrillischen Alphabets finden sich auch im Wappen der Gemeinde wieder.

## Geschichte
Funde deuten auf erste Siedlungen auf dem Gemeindegebiet durch die Illyrer in den Jahren von 900 v. Chr. bis 300 v. Chr. Erste urkundliche Erwähnungen stammen aus dem Anfang des 14. Jahrhunderts. Der Name des Ortes leitet sich vermutlich von den hier anzutreffenden Weinbergen ab (loza ist das serbische Wort für die Weinrebe). 1834 erhielt der Ort Stadtrechte. Nachdem es seit 1795 eine Grundschule im Ort gab, erhielt die Stadt 1858 ihr erstes Gymnasium. 1888 verfügte die Stadt über eine Sparkasse, ein Gericht sowie ein Krankenhaus. Ab 1910 wurde die Stadt durch die Schmalspurbahn Šabac–Banja Koviljača an das Eisenbahnnetz angeschlossen.

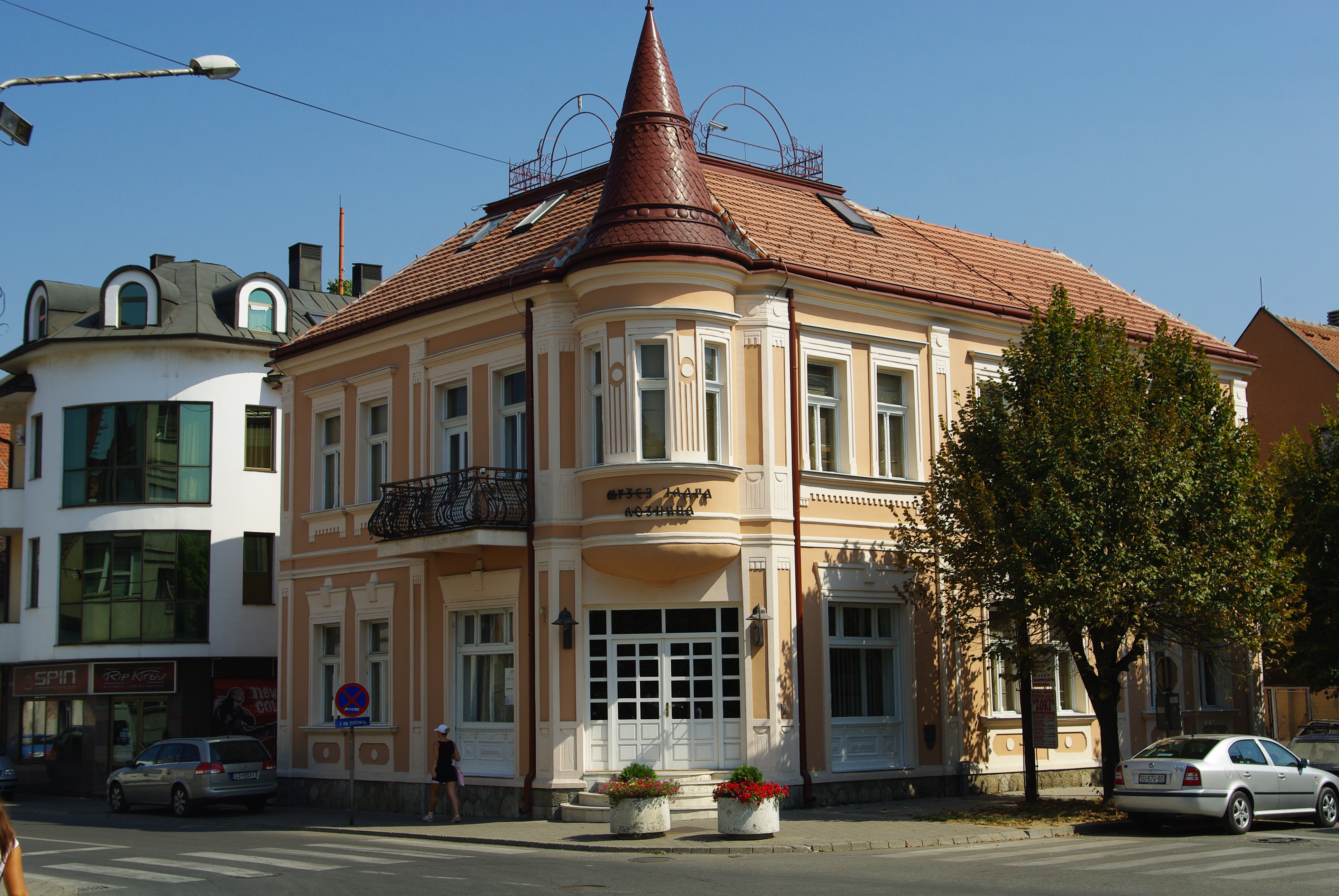
Stadtmuseum

Zu Beginn des Ersten Weltkrieges war das Gemeindegebiet Schauplatz schwerer Kämpfe zwischen den serbischen und den österreichischen Truppen. Mit Ende des Krieges kam Loznica durch die Bildung des Königreichs der Serben, Kroaten und Slowenen von seiner ehemaligen Randlage ins Zentrum des neu gebildeten Staates. Dadurch erlebte die Stadt einen erheblichen wirtschaftlichen Aufschwung, da sie nun an wichtigen Handelswegen von Belgrad und dem Norden Serbiens in Richtung Bosnien lag. Während des Zweiten Weltkriegs wurden im Oktober 1941 im Ort Draginac 2960 Menschen als Racheaktion von Truppen der Wehrmacht ermordet. Nach dem Zerfall Jugoslawiens am Anfang der 1990er-Jahre kamen infolge der Jugoslawienkriege Zehntausende Flüchtlinge, insbesondere aus der Krajina, Slawonien und Bosnien durch die Stadt. Noch heute gibt es auf dem Gemeindegebiet etwa 15.000 Flüchtlinge.
Seit 2002 wird die serbisch-orthodoxe Christi-Himmelfahrts-Kirche nördlich der Innenstadt erbaut.

## Wirtschaft und Verkehr

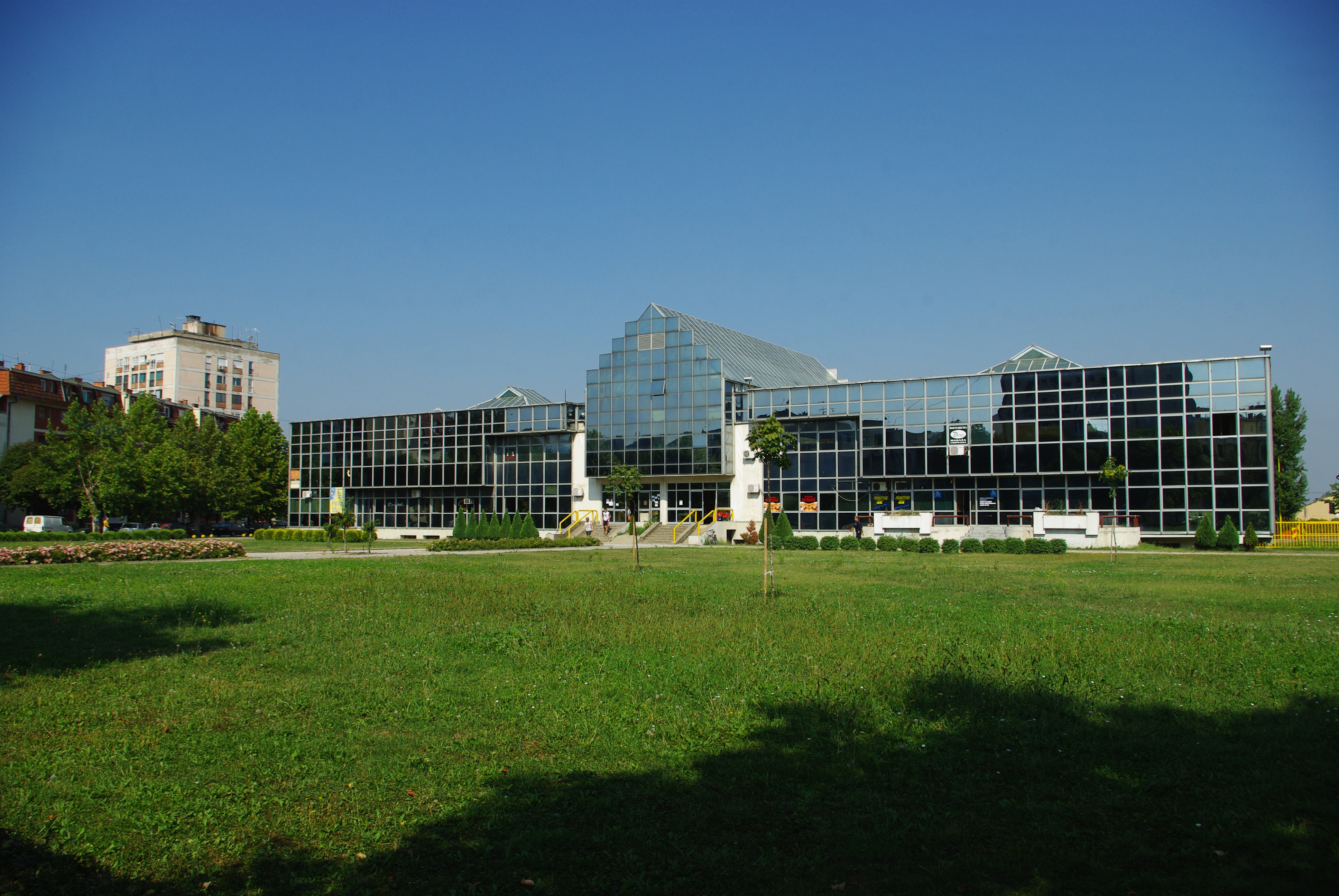
Busbahnhof in Loznica

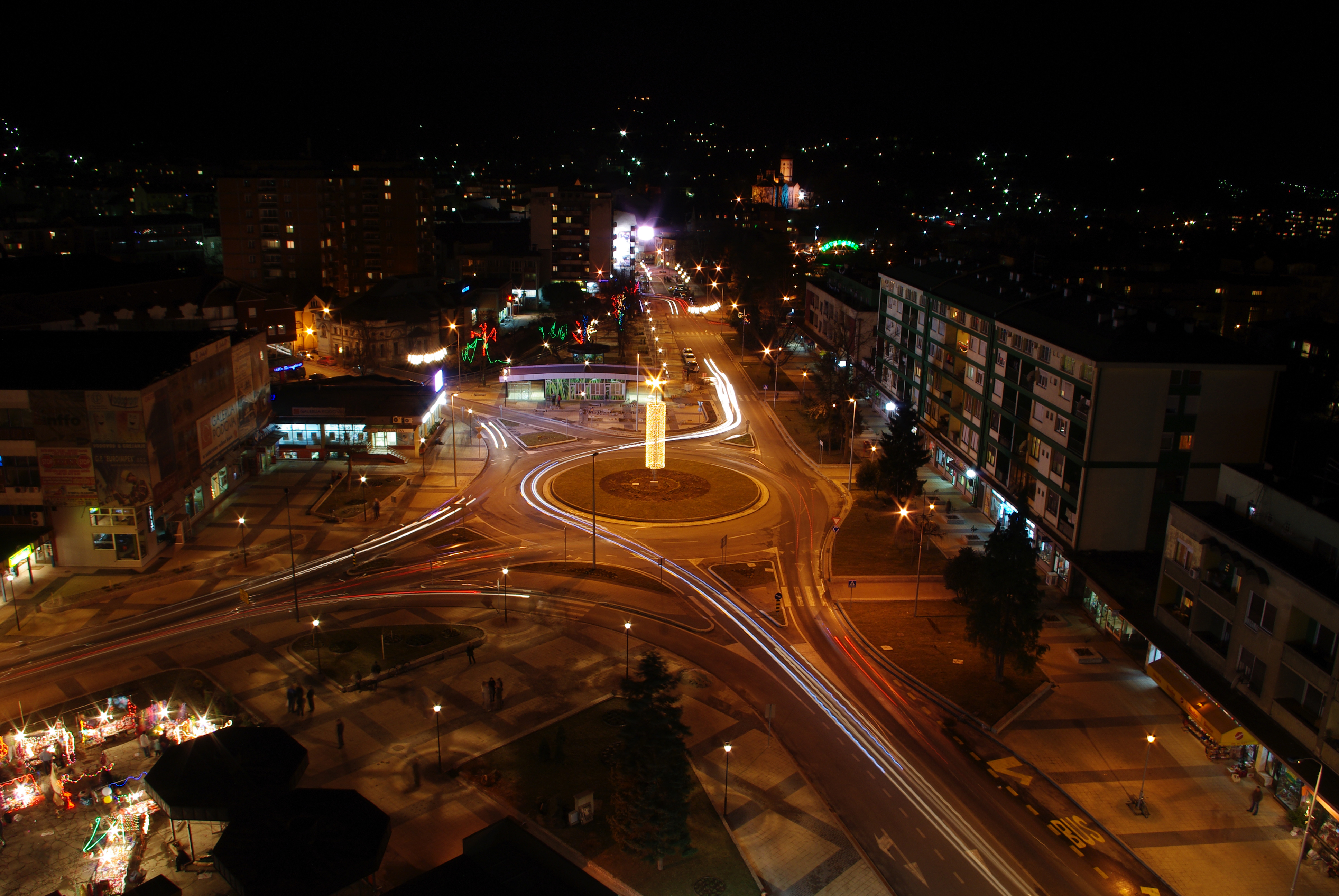
Vuk-Karadžić-Platz

Loznica liegt an der Staatsstraße 18 von Šabac Richtung Užice sowie in Richtung des bosnischen Zvornik.
Die ursprüngliche Schmalspurbahn von Šabac nach Banja Koviljača wurde 1950 auf Normalspur umgestellt und nach Zvornik verlängert.
In den 1950er-Jahren wurde in Loznica die erste Viskosefabrik errichtet. Heute wird die Wirtschaft hauptsächlich von kleineren und mittleren Unternehmen aus dem Bereich des Handels bestimmt. Die Landwirtschaft trägt zu 30 Prozent zur Wirtschaftskraft der Gemeinde bei.
2004 wurde im Jadartal bei Loznica mit dem Mineral Jadarit eines der weltweit größten Vorkommen von Lithium entdeckt. Der australisch-britische Konzern Rio Tinto möchte 2,4 Milliarden US-Dollar in ein geplantes Lithiumbergwerk investieren und ab 2026 jährlich 58.000 Tonnen Lithiumcarbonat produzieren. Nach Berechnungen der Konzernleitung könnte das Werk „genug Lithium liefern, um jährlich über eine Million Elektrofahrzeuge anzutreiben“. Während die serbische Regierung unter Premierministerin Ana Brnabić das Projekt unterstützte, warnte die Wissenschaft vor Risiken. Eine Gefahr sei der hohe Arsengehalt des Erzes; bei einer Laufdauer von 40 Jahren könnten 6000 Tonnen Arsen auf den Abraumhalden landen. Außerdem gebe es eine „große Wahrscheinlichkeit“, dass das Bergwerk die wertvollen Grundwasserreserven „komplett zerstören“ werde. Über 30 Prozent der Serben sind laut einer Umfrage strikt gegen eine Konzession für Rio Tinto, über 60 Prozent würden diese nur unter harten Umweltauflagen erteilen. Am 27. November und am 4. Dezember 2021 protestierten Tausende von Menschen in Serbien gegen zwei Gesetze, die unter anderem das Projekt in Loznica begünstigen. Sie legten an mehreren Stellen des Landes, unter anderem auf der Belgrader Stadtautobahn, den Verkehr lahm und zeigten Transparente wie „Stoppt die Investoren, rettet die Natur“ und „Für das Land, das Wasser und die Luft“. Im Januar 2022 stoppte die serbische Regierung das Lithiumprojekt und zog die erst kurz zuvor an Rio Tinto vergebene Abbaulizenz zurück. Serbiens Premierministerin Ana Brnabić begründete die Absage mit dem Druck von Umweltgruppen. Am 11. Juli 2024 hob Serbiens Verfassungsgericht diese Entscheidung auf.
Daraufhin beschloss die serbische Regierung, das Raumordnungsverfahren unverzüglich  wieder aufzunehmen.

## Persönlichkeiten
Zu den wichtigsten Persönlichkeiten in der Geschichte der Gemeinde Loznica gehören der in Loznica selbst geborene Geograph, Geologe und Anthropologe und spätere Rektor der Belgrader Universität Jovan Cvijić (1865–1927) sowie im Dorf Tršić geborene Philologe Vuk Stefanović Karadžić (1787–1864), auf dessen Arbeiten die heutige serbische Schrift beruht. Ebenfalls in Loznica ist der Maler, Filmemacher und Pädagoge Miodrag Popović (1923–1996) geboren.

## Söhne und Töchter der Stadt
- Jovan Cvijić (1865–1927), serbisch-jugoslawischer Geograph
- Dragan Pantelić (1951–2021), Fußballtorhüter, -trainer und -funktionär
- Sinan Sakić (1956–2018), Turbo-Folk-Sänger
- Dragan Bartula (* 1959), zeitgenössischer Maler
- Ivan Jovanović (* 1962), Fußballspieler und -trainer
- Milinko Pantić (* 1966), Fußballspieler
- Dragan Mićanović (* 1970), Schauspieler
- Goran Vujić (* 1982), Musiker
- Vladimir Stojković (* 1983), Fußballspieler
- Zlatko Junuzović (* 1987), österreichischer Fußballspieler
- Jelena Stanković (* 1990), Präsidentin AEGEE Beograd
- Nemanja Miletić (* 1997), Fußballspieler
- Luka Jović (* 1997), Fußballspieler